# Kostel svaté Kateřiny (Vrbice)
Kostel svaté Kateřiny a svatého Jakuba Staršího ve Vrbici (část města Bohumín) je filiální kostel, který se nachází v okrese Karviná. Náleží pod Římskokatolickou farnost Starý Bohumín, Děkanát Karviná, Diecéze ostravsko-opavská. Kostel byl v roce 2011 prohlášen kulturní památkou ČR.

## Historie
Kostel svaté Kateřiny a svatého Jakuba Staršího byl postaven na místě původního dřevěného kostela. V roce 1910 byl dřevěný kostel rozebrán a v červnu 1910 byl položen základní kámen. Projekt stavby vypracoval architekt a stavitel Hrušova Anton Schiebel. Náklady na stavbu činily 82 000 korun. Dne 12. listopadu 1911 kostel vysvětil generální vikář Jiří Kolek z Fryštátu, v roce 1913 slavnostní vysvěcení provedl arcibiskup vratislavský Georg von Kopp. Během náletu 26. dubna 1945 byl kostel poškozen.

## Popis
Kostel je neorientovaná jednolodní zděná stavba. Orientace jihovýchod–severozápad (kněžiště). Kostel z červeného režného zdiva má obdélníkový půdorys s polygonálním uzávěrem. Po obou stranách kněžiště jsou sakristie. Na epištolní straně kněžiště je patrová sakristie s oratoří. Loď je sedlová krytá plechem s valbovým zakončením. Na střeše je sanktusník. Plášť kostela je vertikálně členěn vysokými přízedními pilíři. Boční stěny jsou čtyřosé, u závěru tříosé, gotizující okna mají ornamentální vitráže.

## Věž
Hranolová věž čtvercového půdorysu je přisazena k jihovýchodnímu průčelí. Věž je krytá jehlanovou plechovou střechou. Věží vede vchod do kostela s ústupkovým portálem s tudorským obloukovým zakončením. Vpravo od průčelí věže vede šnekové schodiště na kruchtu a do prostoru věže.

## Interiér
Loď je zaklenuta křížovou klenbou s meziklenebními žebry. Kněžiště je zaklenuto šestidílnou žebrovou klenbou, sakristie má plochý strop. Patrová oratoř je otevřená do kněžiště, je zaklenuta polygonální konchou s výsečemi.
V roce 2015 byl kostel nově vymalován.
Varhany byly vyrobeny v roce 1920 v krnovské firmě Rieger-Kloss, vnitřní vybavení pochází z dílny Ludwiga Lincingera z Lince.

## Zvony
Do nově postaveného kostela byly přeneseny zvony z dřevěného kostela. Další dva zvony byly ulity ve zvonařské firmě Adalbert Hiller a syn (Adalbert Hillerˈs Witwe und son) v Brně v meziválečné době. V roce 1927 byly doplněny zvonařskou dílnou Buřil-Roos z Hradce Králové. Zvony sv. Kateřina o hmotnosti 360 kg, Panna Marie o hmotnosti 205 kg a sv. Josef o hmotnosti 155 kg byly v březnu 1942 rekvírovány pro válečné účely. V kostele byl ponechán zvon sv. Cyril a sv. Metoděj o hmotnosti 25 kg.

## Další informace
Kostel leží na trase naučné stezky po stavbách z červených cihel v Bohumíně.

## Galerie

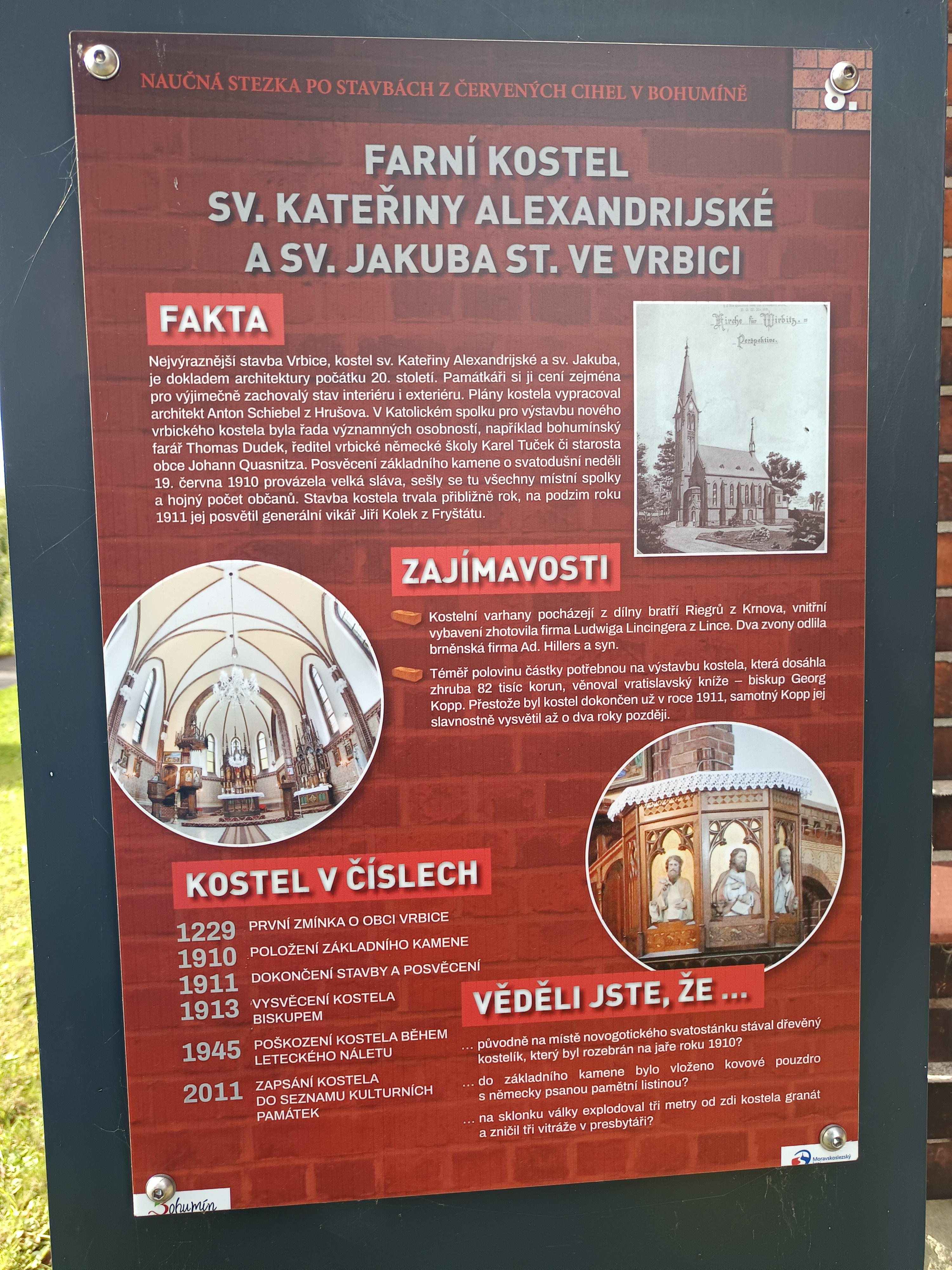